# Alfredo Mazzucchi
Emanuele Alfredo Mazzucchi (1878 – 1972) è stato un compositore italiano, noto per essere stato il coautore di alcuni famosi brani della canzone napoletana come 'O sole mio e I' te vurria vasà.

## Biografia
Alfredo Mazzucchi era un compositore e mandolinista che, per conto degli editori musicali, apportava qualche ritocco alle melodie originali prima della pubblicazione delle canzoni; in questa veste fu quindi il coautore, insieme a Eduardo Di Capua, di alcuni noti brani della canzone napoletana come 'O sole mio, Maria Marì, I' te vurria vasà. Secondo altri, invece, Mazzucchi era un giovane compositore talentuoso che lavorava con il già famoso Di Capua: Mazzucchi suonava le sue composizioni, Di Capua le ascoltava e vi apportava qualche modifica, per poi pubblicarle soltanto a suo nome.
Il suo contributo non fu però riconosciuto per molti anni: solo il 6 novembre 1973, infatti, l'editore Bideri depositò all'Ufficio della Proprietà Letteraria, Artistica e Scientifica (UPLAS) del Consiglio dei Ministri, una "denuncia di rivelazione di nome" in cui indicava Mazzucchi come coautore di 23 brani (o forse 18) firmati solo da Eduardo Di Capua. La Presidenza del Consiglio dei Ministri si oppose alla denuncia, presentando un ricorso accettato il 29 aprile 1994 dalla prima Sezione del Tribunale Civile di Roma.
Nell'ottobre 1999, un pronipote di Eduardo Di Capua rivendicò la paternità unica da parte del suo avo di 'O sole mio, ma al successivo ricorso degli eredi di Mazzucchi ammise la collaborazione fra i due compositori, così che il verdetto emesso dal Tribunale di Torino nel marzo 2002 riconobbe Alfredo Mazzucchi come coautore della melodia di 23 brani totali, che rimarranno pertanto sotto copyright fino al 2042 (ovvero 70 anni dopo la morte dell'autore).